# لويس كارلوس موريلو
لويس كارلوس موريلو (بالإسبانية: Luis Carlos Murillo)‏ (15 أكتوبر 1990 في كولومبيا - ) هو لاعب كرة قدم كولومبي في مركز الدفاع.

## وصلات خارجية
- لويس كارلوس موريلو على موقع قاعدة بيانات كرة القدم.إي يو (الإنجليزية)
- لويس كارلوس موريلو على موقع Soccerway.com (الإنجليزية)
- لويس كارلوس موريلو على موقع AS.com (الإسبانية)